# Caecilia flavopunctata
Caecilia flavopunctata (latim científico significando cecília-de-pontos-amarelos) é uma espécie de anfíbio gimnofiono existente na Venezuela. É conhecida apenas da sua localidade-tipo, em Albarico. Acredita-se que seja uma espécie subterrânea habitando floresta tropical. Deflorestação é uma ameaça potencial a esta espécie, mas não há dados a confirmá-lo.